# McLeansville
McLeansville és una concentració de població designada pel cens dels Estats Units a l'estat de Carolina del Nord. Segons el cens del 2000 tenia 1.080 habitants.

## Demografia
Segons el cens del 2000, McLeansville tenia 1.080 habitants, 439 habitatges i 331 famílies. La densitat de població era de 64,4 habitants per km².
Dels 439 habitatges en un 32,8% hi vivien nens de menys de 18 anys, en un 59,7% hi vivien parelles casades, en un 10,9% dones solteres, i en un 24,4% no eren unitats familiars. En el 21,6% dels habitatges hi vivien persones soles el 10,3% de les quals corresponia a persones de 65 anys o més que vivien soles. El nombre mitjà de persones vivint en cada habitatge era de 2,46 i el nombre mitjà de persones que vivien en cada família era de 2,84.
Per edats la població es repartia de la següent manera: un 24,2% tenia menys de 18 anys, un 6,9% entre 18 i 24, un 26,8% entre 25 i 44, un 27,4% de 45 a 60 i un 14,8% 65 anys o més.
L'edat mediana era de 40 anys. Per cada 100 dones de 18 o més anys hi havia 94,5 homes.
La renda mediana per habitatge era de 45.875 $ i la renda mediana per família de 51.089 $. Els homes tenien una renda mediana de 34.250 $ mentre que les dones 32.083 $. La renda per capita de la població era de 21.548 $. Entorn del 4,6% de les famílies i el 8,3% de la població estaven per davall del llindar de pobresa.

## Poblacions més properes
El següent diagrama mostra les poblacions més properes.